# Башакшехір
Башакшехір (тур. Başakşehir) — один із 39 районів другого рівня Великого Стамбула, Туреччина. 
Населення Башакшехір становить 311 095 осіб станом на 2012 рік 
 
Район находиться у фракійській частині Стамбула.

## Історія
Попередня назва місцевості була Азатлик. 
Район спеціалізувався на постачанні пороху османській армії. 
Пізніше на місці Азатлика було побудовано хутір; ферма була відома як ферма Реснелі, маючи на увазі Реснелі Ніязі, військового офіцера з Ресена, Північна Македонія (тоді частина Османської імперії), який був героєм молодотурецької революції 1908 року
. 
До 2009 Башакшехір був кварталом у районі Кючюкчекмедже. 
В 2009 його оголосили окремим районом. 

## Географія

Башакшехір на мапі Стамбула

Башакшехір розташований у фракійській частині Стамбула . Водосховище Сазлидере розташоване на північному заході, а Мармурове море — на півдні. 
Башакшехір межує з іншими районами Стамбула другого рівня, такі як Еюп, Султангазі, Есенлер, Багджилар, Кючюкчекмедже, Авджилар, Есен'юрт і Арнавуткьой.
Європейська автомагістраль O-3 (E80) починається в Махмутбеї у Башакшехірі і проходить через район у західному напрямку до Едірне.

## Спортивні споруди
- Олімпійський стадіон Ататюрка
- Башакшехір Фатіх Терім (стадіон)